# Cartogramma

Esempio di cartogramma

Un cartogramma è una carta geografica sulla quale vengono rappresentati dei dati statistici, con colori e simboli diversi a seconda dei valori del fenomeno osservato, relativi al territorio che la carta rappresenta.
I cartogrammi vengono utilizzati per dare una visione immediata del rapporto tra territorio e valori del fenomeno. Infatti è più facile osservare un solo grafico già completo che confrontare e sovrapporre una carta e un istogramma. 
Come l'ideogramma, questo tipo di grafico è molto approssimativo, sia per quanto riguarda il territorio sia per l'analisi del fenomeno. Come per altri grafici, anche il cartogramma necessita di una legenda che spieghi il significato di simboli e colori.
La rappresentazione grafica del cartogramma si può realizzare in vari modi, come per esempio colorando o tratteggiando le zone interessate, utilizzando linee concentriche simili a curve di livello per indicare l'intensità di un fenomeno o riportando un diagramma su una carta geografica.
In particolare quattro modalità principali:
1) Punti uniformi: ogni punto corrisponde ad esempio a cento abitanti, mentre uno più grande corrisponde per esempio a mille.
2) Mosaico (vedi figura): ogni sezione della carta ha un colore che corrisponde a un valore medio della tematica interessata. Il limite di questa rappresentazione è che se ad esempio vi è un divario molto alto tra dati (ad esempio tra ricchi e poveri), il cartogramma farà vedere solo i valori medi.
3) Curve isometriche: impiego di isolinee (ad esempio per l'altitudine o le temperature).
4) Carte tematiche non euclidee: la geometria è deformata per rappresentare una qualità o un'informazione (ad esempio l'Africa è gigantesca se si rappresenta la povertà infantile, mentre i territori dei paesi più ricchi sono proporzionalmente minuscoli).